# Johannes von Borotin
Johannes von Borotin (tschechisch Jan z Borotína; † 1458) war ein tschechischer Gelehrter.
1400 legt er an der Prager Universität die Bachelor-Prüfung ab und zehn Jahre später die des Meister der Freien Künste. 1415 bis 1422 arbeitete er in der Funktion des Dekans der Fakultät der Künste und wurde 1425 bis 1426 zum Rektor der Karls-Universität berufen. 1450 hielt er an der Fakultät Vorlesungen zu Werken von Alfragan (De differenciis).

## Werke
Neben verschiedenen Abhandlungen und Kommentaren setzte er sich mit theologischen Themen auseinander.
- Zum Quodlibet von Jan Hus: Utrum sensaciones fiunt per extramissiones virtutum ab organis sensitivis (1411, ed. Lička)
- Zum Quodlibet von Michal z Malenic: Utrum omne principium mathematice, cuius obiectum primarium est quantitatis, sit necessarium (1412)
- Zum Quodlibet  von Prokop z Kladrub:  Utrum lapides et metalla generari in nubibus sit possibile quemadmodum in visceribus terre
- Proemium aphorismorum Hippocratis
- Liber Ysagogarum ad Tegni Caleni
- Lectura Meteorum (1433)
- Continuatio expositionum canonum tabularum
- Preambulum super leccionem Alkabicii (1454)
- Epistola ad Ioh. Capistranum

## Biographie
- František Michálek Bartoš: Doktor Jan z Borotína a kronika starého kolegiáta. 1950
- Lukáš Lička, “Studying and Discussing Optics at the Prague Faculty of Arts: Optical Topics and Authorities in Prague Quodlibets and John of Borotín’s Quaestio on Extramission,” in: Ota Pavlíček (ed.), Studying the Arts in Late Medieval Bohemia: Production, Reception and Transmission of Knowledge, Turnhout: Brepols, 2021, pp. 251–303. (Open Access)

| Personendaten    | Personendaten                 |
| ---------------- | ----------------------------- |
| NAME             | Borotin, Johannes von         |
| ALTERNATIVNAMEN  | Borotína, Jan z (tschechisch) |
| KURZBESCHREIBUNG | böhmischer Gelehrter          |
| GEBURTSDATUM     | vor 1400                      |
| STERBEDATUM      | 1458                          |